# Leucochrysa (Leucochrysa) riveti
Leucochrysa (Leucochrysa) riveti is een insect uit de familie van de gaasvliegen (Chrysopidae), die tot de orde netvleugeligen (Neuroptera) behoort. 
Leucochrysa (Leucochrysa) riveti is voor het eerst wetenschappelijk beschreven door Navás in 1913.